# Alexis Joseph Delzons
Pour les articles homonymes, voir Delzons.
Alexis Joseph Delzons, né le 26 mars 1775 à Aurillac et mort le 24 octobre 1812 lors de la bataille de Maloïaroslavets, est un général français de la Révolution et de l’Empire.

## Biographie

### Parcours sous la Révolution française
Fils d'Antoine Delzons, alors juge au tribunal d'Aurillac avec son oncle Pierre Hébrard, le jeune Alexis s'engage en 1791 au 1er bataillon de volontaires du Cantal, et est nommé lieutenant de grenadiers. Il fait les campagnes de 1792 et 1793 à l'armée des Pyrénées orientales, et est nommé capitaine en 1793. Blessé au combat de la Jonquière en 1794, il se signale de nouveau au siège de Roses. Le 1er bataillon du Cantal ayant été incorporé dans le 8e chasseurs à pied, dit des Vosges, Delzons suit ce régiment en Italie. Il prend d'assaut la redoute de Montenotte le 12 avril 1796, s'empare le 14, d'une batterie sur le plateau de Dego, se fait remarquer au passage du pont de Lodi, traverse le Mincio sous le feu de l'ennemi, et lui enlève les pontons parqués sur la rive opposée.
Fait prisonnier près de Mantoue, il est échangé huit jours après. Il est blessé à l'affaire du 17 novembre près de Rivoli, et à la bataille de Rivoli il résiste avec sa compagnie à un régiment autrichien. On le nomme chef de bataillon sur le champ de bataille. Le 2 juillet 1798, Delzons pénètre l'un des premiers dans Alexandrie en Égypte, enlève les retranchements d'Embabeh, et il est promu chef de sa demi-brigade ; il a alors 23 ans.

### Général de l'Empire

#### Sous les ordres du maréchal Marmont

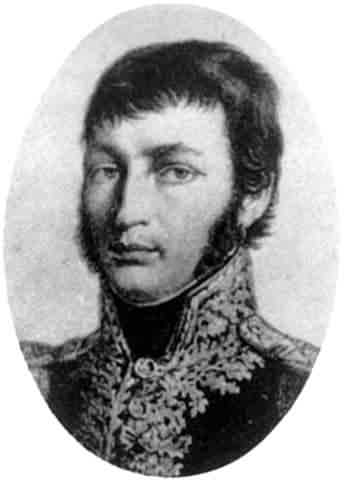
Alexis Joseph Delzons

Delzons se prononce contre la capitulation d'Alexandrie, et rentré en France, il est nommé par Napoléon Bonaparte général de brigade le 27 avril 1801. Il est fait commandeur de la Légion d'honneur le 14 juin 1804. Il prend en cette qualité une part active aux campagnes de 1804, 1805 et 1806. En 1809, il commande la brigade de droite du corps de Marmont qui se trouve en Dalmatie, et assez éloigné de la Grande Armée. Delzons donne dans le conseil réuni par Marmont, le conseil d'opérer sans délai un mouvement de retraite, de marcher sur la Croatie, et de combattre les dix-neuf bataillons autrichiens qui en défendent les frontières. Le général Delzons contribue au succès de ce mouvement qui est opéré et décide la bataille de Bilay le 21 mai. Le 5 juillet suivant, il a deux chevaux tués sous lui, enlève une position le 12, et décide encore le succès de la bataille de Znaïm. Après le traité de Vienne en 1809, Delzons organise la province Illyrienne de Karlstadt, est nommé général de division le 15 février 1811, et peu après, commandant en chef par intérim de l'armée d'Illyrie.

#### Mort en Russie
En 1812 il fait la campagne de Russie sous les ordres d'Eugène de Beauharnais, et se distingue surtout aux journées d'Ostrovno et de la Moskova. Le 24 octobre, pendant la retraite, il est chargé de s'emparer du passage de la Louja qui doit faciliter l'occupation de Maloïaroslavets. Delzons fait rétablir les ponts détruits et parvient à y faire passer sa division. Il attaque alors les hauteurs de la ville et s'en rend maître. Cependant l'armée russe se dirige sur ce point et en chasse les régiments français. Le prince Eugène donne ordre à la division Delzons de reprendre la ville. Le général s'élance à la tête du 84e régiment. Les Russes remplissent en masse le chemin creux qui monte à la ville, mais ils sont enfoncés par la division Delzons et mis en déroute. Delzons, sûr de la victoire, encourage ses soldats lorsqu'il est blessé mortellement par une balle au front. Son jeune frère Benoît Delzons (1787-1812) se jette sur lui et le couvre de son corps, mais il est touché à son tour par une balle et succombe à ses côtés.

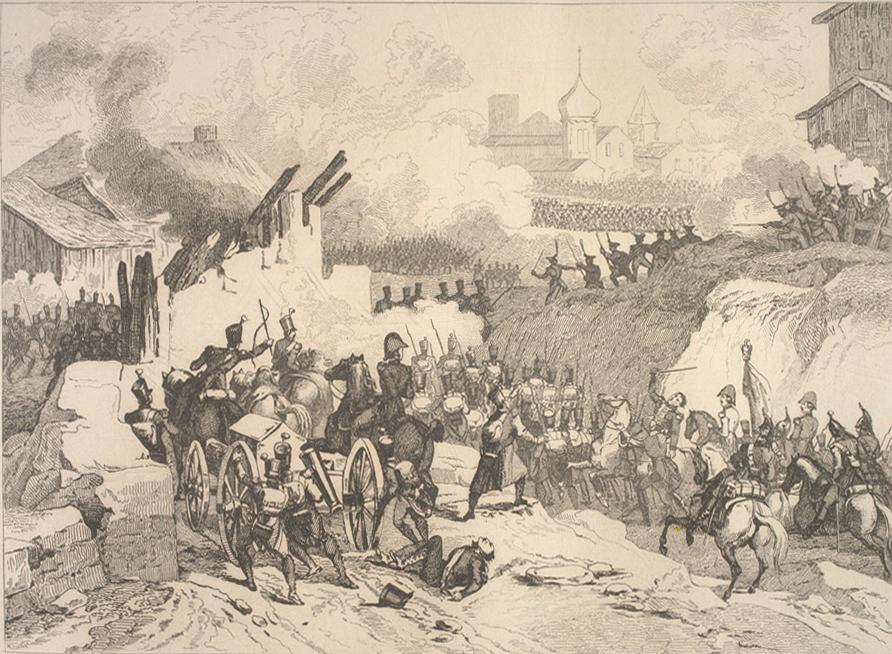
Mort d'Alexis Joseph Delzons à la bataille de Maloïaroslavets.

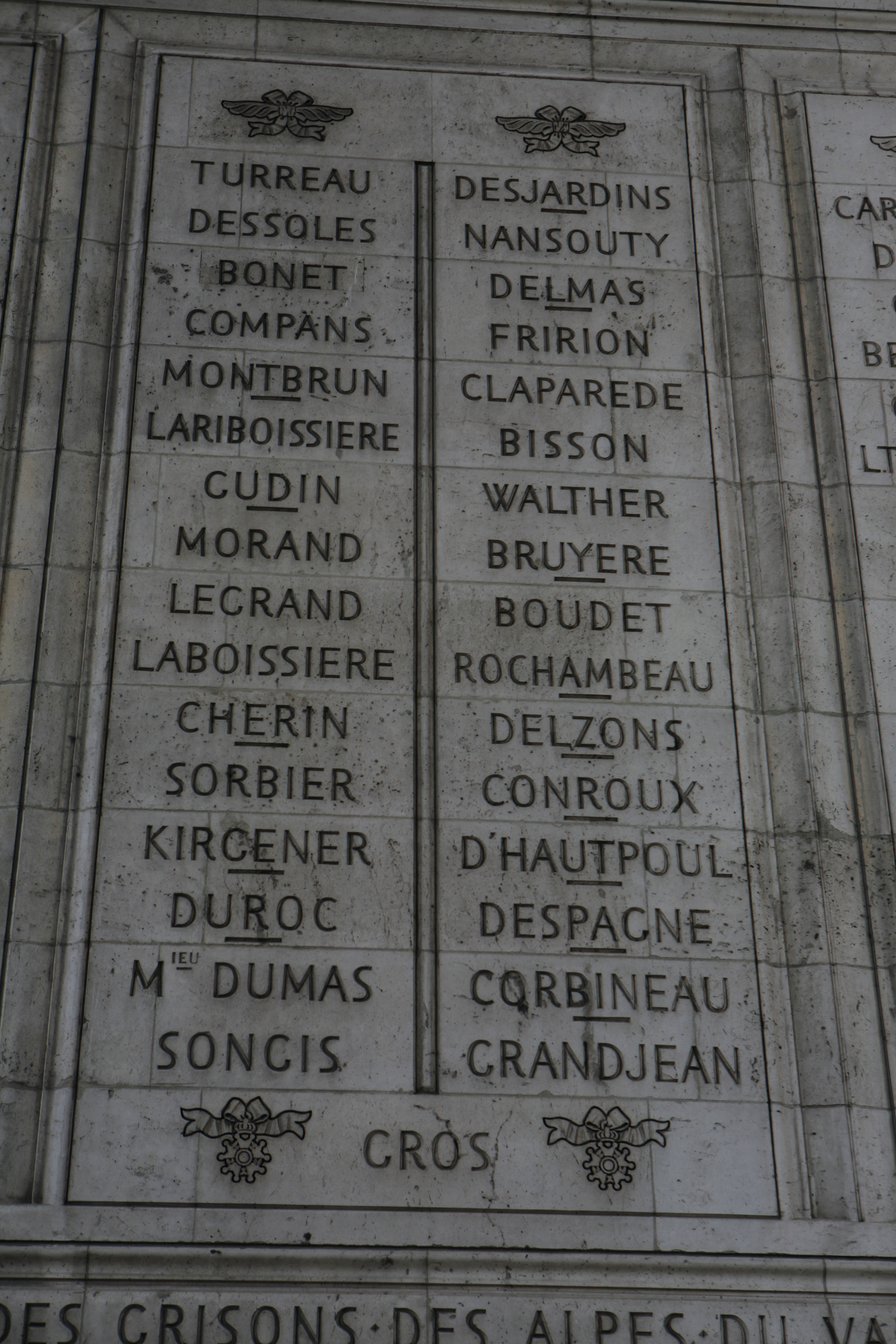
Noms gravés sous l'arc de triomphe de l'Étoile : pilier Est, 15e et 16e colonnes.

Le général Delzons est enterré le lendemain 25 octobre 1812, sur le champ de bataille. Son nom est inscrit sur le côté Est de l'arc de l'Étoile.

## Sources partielles
- « Alexis Joseph Delzons », dans Charles Mullié, Biographie des célébrités militaires des armées de terre et de mer de 1789 à 1850, 1852 [détail de l’édition] ;
- Jean Garrigoux (préf. Bernard Chevallier, directeur des musées de Malmaison et Bois-Préaux), Delzons, Destaing, un clan sous la Révolution et l'Empire, Aurillac, Gerbert, 2007, 372 p. (ISBN 978-2-85579-060-2, OCLC 213962638)
- Notice sur le général baron Delzons par Aug. Garnier, Paris 1863[source insuffisante].